# Tané McClure
Tané McClure, znana też jako Tahnee Cain (ur. 8 czerwca 1958 w Los Angeles) – amerykańska piosenkarka, aktorka, scenarzystka i producentka filmowa.

## Życiorys
Jest córką aktora Douga McClure’a i pasierbicą aktorki Barbary Luna. Najprawdopodobniej dzięki temu zadebiutowała na planie filmowym już jako kilkuletnie dziecko, występując u boku ojca w serialu TV pt. The Virginian. Wychowała się na Hawajach. Pierwsze kroki jako piosenkarka zaczęła stawiać w połowie lat 70. XX w. śpiewając latin jazz z grupą Sweet Honesty. Pod koniec dekady przeniosła się do San Francisco, gdzie związała się z klawiszowcem grup The Babys i Journey Johnatanem Cainem. W 1982 obydwoje przeprowadzili się do Los Angeles, gdzie w 1982 podpisała kontrakt płytowy z wytwórnią RCA Records. Pod jej szyldem, jako Tané Cain (od 1980) wydała w latach 1982–1983 jeden album i dwa single. Pierwsze dwie płyty nie były sukcesem – album zajął 121 miejsce na Billboard 200, jednak drugi singiel znalazł się w 1983 roku na 37 miejscu Billboard Hot 100, co jak na mało znaną piosenkarkę było dość dobrym wynikiem. Porażka albumu zniechęciła ją jednak do tego stopnia, że nigdy później nie nagrała już solowej płyty. Kulminacją jej piosenkarskiej kariery był rok 1984, kiedy wraz z grupą The Tryanglz, jako Tahnee Cain nagrała trzy piosenki do ścieżki dźwiękowej kultowego filmu The Terminator (You Can't Do That, Burnin' in the Third Degree i Photoplay). Od połowy lat 80. do końca pierwszej dekady XXI wieku występowała również w filmach, z których kilka okazało się dużymi sukcesami. Są to jednak niemal wyłącznie role drugoplanowe i często niewymienione w napisach końcowych. Ponadto dużą część jej ról stanowią występy w filmach erotycznych typu softcore. Wyjątkiem jest film Trance z 2002 roku, do którego napisała scenariusz. Wciąż śpiewa, jednak od 1990 w kameralnych klubach Los Angeles. W swoim stylu piosenkarskim często porównywana jest do Pat Benatar, chociaż ona sama nie lubi tego porównania, za swojego idola mając Grace Slick.

## Życie osobiste
McClure dwukrotnie była zamężna. W 1980 roku wyszła za Jonathana Caina, z którym się rozwiodła. W 2001 roku poślubiła Gary’ego Arendtza. Para ma córkę, Kaylę Ahrendts, urodzoną ok. 1998 roku.

## Dyskografia
Tané Cain
- 1983 – Tané Cain (album, RCA)
- 1983 – Danger Zone (singiel, RCA)
- 1983 – Holdin' On (singiel, RCA)

Tahnee Cain & Tryanglz
- 1984 – The Terminator Soundtrack (album, Edel)

Tané Cain & Victoria Seeger
- 1989 – Soakin' Wet (singiel, WTG)

## Filmografia
- 1962 – The Virgian
- 1986 – Crawlspace
- 1987 – Death House
- 1987 – Commando Squad
- 1988 – Death Spa
- 1991 – Night Visions
- 1991 – Hot under the Collar
- 1992 – Inside Out II
- 1994 – Surf, Sand and Sex
- 1995 – The Heavy Petting Detective
- 1995 – Midnight Tease II
- 1995 – Lap Dancing
- 1995 – Target for Seduction
- 1995 – Night Visions
- 1995 – Married People, Single Sex 2: For Better or Worse
- 1995 – Caged Hearts
- 1995 – Target of Seduction
- 1995 – Midnight Tease II
- 1995 – Lap Dancing
- 1995 – Married People, Single Sex II: For Better or Worse
- 1995 – Revenge of the Calendar Girls
- 1995 – Assault of the Party Nerds 2: The Heavy Petting Detective
- 1995 – Riders in the Storm
- 1995 – Bikini Drive-In
- 1995 – Who Killed Buddy Blue?
- 1996 – Babe Watch: Forbidden Parody
- 1996 – Illicit Dreams 2
- 1996 – Bikini Academy
- 1996 – Vice Academy 5
- 1996 – Sexual Roulette
- 1996 – Lovers, Liars and Thieves
- 1996 – Jimi
- 1996 – Stripshow
- 1996 – Buddy Blue
- 1996 – Sherman Oaks
- 1996 – Night Stand
- 1997 – Baywatch Nights
- 1997 – Scorned 2
- 1997 – Lovers, Liars and Thieves
- 1997 – Sexual Impulse
- 1997 – The Last Embrace
- 1997 – Operation Cobra
- 1997 – Night Shade
- 1997 – Lust: The Movie
- 1998 – Sweetheart Murders
- 1998 – The Waterfront
- 1998 – Illicit Dreams 2
- 1998 – Indian Ninja
- 1998 – Las Vegas Parano
- 1998 – Fear and Loathing in Las Vegas
- 1998 – Border to Border
- 1999 – The Escort III
- 1999 – The Pleasure Zone
- 1999 – Nightcap
- 1999 – Go (Go)
- 2000 – Bare Deception
- 2000 – Shadow Hours
- 2000 – Cruel Intentions 2 (Szkoła uwodzenia 2)
- 2001 – Legally Blonde (Legalna blondynka)
- 2002 – Tequila Express
- 2002 – Behind Closed Doors
- 2002 – The Chosen Few
- 2002 – Trance
- 2002 – Fatal Kiss
- 2003 – Legally Blonde 2: Red, White & Blonde (Legalna blondynka 2)
- 2003 – Treasure Hunt
- 2005 – Customer of the Week
- 2006 – Voices from the Graves
- 2007 – Wampirowo
- 2007 – Section B
- 2011 – The Hard Ride